# JMonkeyEngine
jMonkeyEngine (jME) — ігровий рушій для створення 3D-додатків, що використовують шейдери. Написаний на Java й використовує стандартно LWJGL для рендерингу. Повністю підтримуються версії OpenGL з другої по четверту.
jMonkeyEngine — проєкт з відкритим кодом. Його використовують компанії для розробки комп'ютерних ігор і освітні установи. За замовчуванням jMonkeyEngine 3 поставляється разом з SDK.

## jMonkeyEngine 3 SDK
Сам по собі jMonkeyEngine — лише набір бібліотек, що слугує для низькорівневої розробки додатків. Але при використанні його разом з інтегрованим середовищем розробки, наприклад офіційним jMonkeyEngine 3 SDK, перетворює його високорівневий інструмент розробки графічних додатків. SDK оснований на платформі NetBeans, дозволяючи використовувати графічні редактори і плагіни. Крім стандартного центру оновлень NetBeans, SDK має власний репозиторій плагінів, що дозволяють вибирати між стабільними  щоденними збірками. Підтримує розробку додатків для Windows, Linux, Solaris, Mac OS, Android і IOS. Також jMonkeyEngine підтримує VR і AR технології.
Примітка: «jMonkeyPlatform» і «jMonkeyEngine 3 SDK» — це те саме.

## Ardor3D
| Ardor3D            | Ardor3D                                                                          |
| ------------------ | -------------------------------------------------------------------------------- |
| Тип                | Ігровий рушій                                                                    |
| Розробник          | Joshua Slack, Rikard Herlitz та ін.                                              |
| Написана на        | Java                                                                             |
| Операційна система | кросплатформенне ПЗ(Java)                                                        |
| Апаратна платформа | Java Virtual Machine                                                             |
| Остання версія     | 0.9 (23 липня 2013)                                                              |
| Ліцензія           | Zlib                                                                             |
| Сайт               | https://github.com/Renanse/Ardor3D [Архівовано 2 жовтня 2019 у Wayback Machine.] |

Ardor3D — відкритий професійний тривимірний ігровий рушій, написаний повністю на Java і використовує OpenGL для візуалізації. Він призначений для використання у високопродуктивних іграх. Є можливість його використання для створення ігор під платформу Android. Рушій послужив основою для ряду ігор і додатків NASA.

### Історія Створення
23 вересня 2008 року Джошуа Слек і Рікард Херлітц створили форк jMonkeyEngine, через незгоду з найменуванням, ліцензуванням, структурою спільноти останнього. Також вони ставили перед собою завдання створити високопродуктивний графічний рушій з комерційною підтримкою.
Перший реліз відбувся 2 січня 2009 року.